# بوبكر سيلا
بوبكر سيلا (بالفرنسية: Boubacar Sylla)‏ هو لاعب كرة قدم مالي في مركز الدفاع، ولد في 17 أبريل 1991 في باماكو في مالي. شارك مع منتخب مالي لكرة القدم. أما مع النوادي، فقد لعب مع الملعب المالي ونادي تشيربورغ ونادي شاتورو ونادي لانس.

## وصلات خارجية
- بوبكر سيلا على موقع الاتحاد الدولي (مؤرشف)  (الإنجليزية)
- بوبكر سيلا على موقع قاعدة بيانات كرة القدم.إي يو (الإنجليزية)
- بوبكر سيلا على موقع ليكيب (الفرنسية)
- بوبكر سيلا على موقع ناشيونال فوتبول تيمز (الإنجليزية)
- بوبكر سيلا على موقع Soccerway.com (الإنجليزية)
- بوبكر سيلا على موقع AS.com (الإسبانية)